# La traccia del serpente (romanzo)
La traccia del serpente (titolo originale Fer-de-Lance) è il primo romanzo giallo di Rex Stout con Nero Wolfe protagonista.
È il numero 149 della serie I Libri Gialli.
È il numero 167/704/926 della serie I Classici del Giallo Mondadori.

## Trama
Maria Maffei, amica della moglie di Fred Durkin, si affida a Nero Wolfe per cercare suo fratello, Carlo, scomparso da alcuni giorni.
Wolfe, seppure non entusiasta, accetta l'incarico e, attraverso il suo fido assistente Archie Goodwin, rintraccia Anna Fiore, cameriera della pensione dove alloggiava lo scomparso; qui scopre che costui ha ritagliato uno strano articolo dal New York Times sulla morte improvvisa di un preside di college, Peter Barstow. Il ritrovamento di Carlo Maffei pugnalato alle spalle e di altri indizi portano ad una svolta nelle indagini, che si rivelano molto più complesse del previsto, facendo temere che l'assassino sia ancora in circolazione e non abbia ancora concluso la propria opera.
Fra serpenti velenosi, mazze da golf e aeroplani, il pericolo rimane sempre in agguato.

### Storia editoriale
La prima opera di Stout su Wolfe non presenta tutti i personaggi di contorno che diventeranno poi usuali nella saga; fra le due assenze principali abbiamo l'ispettore Cramer e Lon Cohen (mentre troviamo, quale contatto con la stampa, il giornalista Harry Foster, che non comparirà più nelle opere successive).

Il testo è stato anche adattato, sempre dall'autore, in forma abbreviata per la pubblicazione sulla rivista The American Magazine, con il titolo di "Point of Death" (1934).

Il titolo originale del romanzo fa riferimento a una specie di serpente sudamericano, il Ferro di lancia, o Bothrops atrox.

### Personaggi principali
- Nero Wolfe: investigatore privato
- Archie Goodwin: assistente di Nero Wolfe e narratore di tutte le storie
- Saul Panzer, Fred Durkin, Orwille Cather e Bill Gore: investigatori privati
- Carlo Maffei: lavoratore Italo-Americano la cui scomparsa costringe Nero Wolfe a indagare
- Maria Maffei: sorella di Carlo Maffei e amica della moglie di Fred Durkin
- Peter Oliver Barstow: la sua morte bizzarra a una gara di golf è la chiave del mistero
- Lawrence Barstow: figlio di Peter Barstow
- Ellen Barstow: vedova di Peter Barstow
- Sarah Barstow: figlia di Peter Barstow
- E.D. Kimball: mediatore commerciale di grano, fa parte del quartetto presente alla morte di P.O.Barstow
- Manuel Kimball: figlio di E.D. Kimball, fa parte del quartetto
- Anna Fiore: ragazza delle pulizie di Carlo Maffei

## Critica
"Rex Stout chiaramente ci pensò a lungo e attentamente prima di pubblicare la sua generalmente eccellente serie di romanzi sui detective Nero Wolfe e Archie Goodwin. Non solo i suoi eroi appaiono pienamente formati fin dall'inizio della serie in Fer-de-Lance, ma è già presente l'intero milieu di Wolfe: la vecchia casa di arenaria di New York, con il suo raffinato ufficio e la sua superba cucina; gli altri due membri dello staff di Wolfe che ci vivono, insieme allo stesso geniale investigatore e ad Archie Goodwin: Fritz, il cuoco gourmet, e Theodore, il curatore della profusione di orchidee nella serra sul tetto. [...] Il romanzo fu pubblicato alle fine del 1934, e si apre in effetti dando l'idea che il Proibizionismo fosse finito non molto tempo prima. [...] Un altro segno di maturità in Fer-de-Lance è che il marchingegno delittuoso progettato su misura, intelligente ed esotico di per sé, viene scoperto abbastanza presto. Gli appassionati del golf, se la loro immaginazione è sufficientemente vivida, potrebbero trovarlo inquietante. In una storia meno riuscita, il marchingegno avrebbe potuto essere tenuto come sorpresa ben più avanti nella storia, o persino per il gran finale. Invece, ci viene dato un mystery basato sulla psicologia, su oscure relazioni interpersonali, sulle procedure della polizia ufficiale e degli investigatori privati che arrancano lungo linee di indagine parallele e irregolari, sul pericolo e sulla morte, e naturalmente sul raziocinio. Fer-de-Lance è il romanzo più lungo di Wolfe e Archie, e imposta bene il tono della serie. Anche se è apparso per primo, non è importante leggerlo per primo. La sua lunghezza lascia spazio in abbondanza ai personaggi, all'ironia, alla sottigliezza e al pericolo. Un inizio beneaugurante per la serie, e un ottimo romanzo mystery di per sé."

## Opere derivate
- Meet Nero Wolfe, film del 1936 diretto da Herbert J. Biberman, con Edward Arnold nel ruolo di Wolfe e Lionel Stander in quello di Archie Goodwin.[3]
- La traccia del serpente, episodio della serie televisiva prodotta dalla RAI nel 2012.

## Edizioni
- Rex Stout, La traccia del serpente, traduzione di Clara Vela, collana I Classici del Giallo (serie Oro) (n. 167), Arnoldo Mondadori Editore, 1973,  p. 260.
- Rex Stout, La traccia del serpente, traduzione di Alessandro Golinelli, collana Oscar narrativa (n. 1887), Oscar Mondadori, 2005,  p. 219.
- Rex Stout, Fer-de-lance, traduzione di Clara Vela, introduzione di Goffredo Fofi, collana Biblioteca editori associati di tascabili (n. 43), BEAT, 2011,  p. 286, ISBN 978-88-6559-035-5.